# Ventorro de la Paloma
Ventorro de la Paloma es una entidad de población española del municipio de Mozárbez, perteneciente a la provincia de Salamanca, en la comunidad autónoma de Castilla y León.

## Demografía
En 2023, la entidad singular de población de Ventorro de la Paloma tenía empadronados 9 habitantes, todos ellos en diseminado.